# Pinnixa rathbuni
Pinnixa rathbuni is een krabbensoort uit de familie van de Pinnotheridae. De wetenschappelijke naam van de soort is voor het eerst geldig gepubliceerd in 1934 door Sakai.